# Andreas Wachter (Fußballspieler)
Andreas Wachter (* 20. Dezember 1951) ist ein ehemaliger deutscher Fußballspieler, der für den FC Carl Zeiss Jena in der DDR-Oberliga, der höchsten Spielklasse im DDR-Fußball, aktiv war.

## Sportliche Laufbahn
Bis 1970 spielte Andreas Wachter beim FC Carl Zeiss Jena in der DDR-weiten Juniorenoberliga. Für die Saison 1970/71 nahm der Jenaer Club Wachter in den Kader der 2. Mannschaft auf, die in der zweitklassigen DDR-Liga antrat. In seiner ersten Spielzeit im Männerbereich eroberte sich Wachter mit 27 Einsätzen und zwei Toren bei 30 Ligaspielen sofort einen Stammplatz. Diesen konnte er beim FCC II auch in den folgenden drei Spielzeiten verteidigen. In diesem Zeitraum wurden insgesamt 66 DDR-Ligaspiele ausgetragen, von denen Wachter 55 Begegnungen absolvierte und sechsmal mit Toren erfolgreich war. Seine ersten DDR-Oberligaspiele bestritt er in der Saison 1972/73. Nachdem er für die Saison offiziell in den Oberligakader aufgenommen worden war, wurde er erstmals am 6. Spieltag in der Begegnung FCC – BFC Dynamo (3:1) in der 58. Minute für Verteidiger Lothar Kurbjuweit eingewechselt, danach stand er bei den letzten fünf Punktspielen der Saison ebenfalls als Abwehrspieler in der Startelf. Obwohl er für die folgenden Spielzeiten stets für die Oberligamannschaft nominiert wurde, kam er dort über die Rolle des Ersatzspielers nicht hinaus. Lediglich in den Spielzeiten 1974/75 und 1975/76 hatte er mit dreizehn bzw. zwölf Einsätzen bei jeweils 26 Oberligaspielen eine akzeptable Bilanz. In diesen Spielen wurde er in der Regel als linker Verteidiger eingesetzt. Bis 1976 wurde er neben seinen Oberligaeinsätzen auch weiterhin in der DDR-Liga-Mannschaft FCC II aufgeboten. Als zur Saison 1976/77 die 2. Mannschaften der Oberligateams aus der DDR-Liga verbannt wurden, spielte Wachter mit FCC II in der drittklassigen Bezirksliga.
In den Spielzeiten 1973/74 und 1975/76 bestritt Wachter auch Spiele im Europapokal. Im UEFA-Pokal 1973/74 kam der FC Carl Zeiss bis in die 2. Runde. Wachter wurde in einem Spiel, der Begegnung FCC – MP Mikkeli (Finnland), beim 3:0-Sieg der Jenaer als rechter Verteidiger eingesetzt. Auch in der Saison 1975/76 spielte der FC Carl Zeiss im UEFA-Pokal, kam aber wieder nur bis in die 2. Runde. Nachdem Jena in der 1. Runde überraschend Olympique Marseille ausgeschaltet hatte, kam gegen den polnischen Vertreter FKS Stal Mielec mit 1:0 und 2:3 im Elfmeterschießen das überraschende Aus. Im Hinspiel wurde Wachter in der 41. Minute eingewechselt, im Rückspiel bestritt er die gesamte Partie auf der zentralen Abwehrposition. 
Nachdem Wachter 1978/79 zum Wehrdienst in der Nationalen Volksarmee eingezogen war, bestritt er 1979/80 ein letztes Oberligaspiel für den FC Carl Zeiss Jena. Von der Saison 1980/81 an bestritt er zwei Spielzeiten beim DDR-Ligisten Betriebssportgemeinschaft (BSG) Wismut Gera. Von den insgesamt ausgetragenen 44 Ligaspielen kam Wachter in 35 Begegnungen hauptsächlich als Libero zum Einsatz und war in jeder Saison mit einem Punktspieltor erfolgreich. Obwohl er auch für die Saison 1982/83 für den Ligakader vorgesehen war, kam er nicht mehr zum Einsatz. Auch später tauchte er nicht mehr im höherklassigen Fußballbetrieb auf. Innerhalb von zehn Spielzeiten war er auf 38 Oberligaspiele und 137 DDR-Liga-Spiele mit zehn Toren gekommen.